# 5553 Ходас
5553 Ходас (5553 Chodas) — астероїд головного поясу, відкритий 6 лютого 1984 року.
Тіссеранів параметр щодо Юпітера — 3,300.